# Why I Am Not a Christian
Why I Am Not a Christian (en original en anglés; català: Per què no sóc cristià) és un assaig de tendència atea o agnòstica del filòsof i matemàtic britànic Bertrand Russell. The Independent el descrigué com a "devastador en el seu ús de la freda lògica" i ha estat considerat un dels assaigs més importants del segle xx per la Biblioteca Pública de Nova York.

El text es basa en una conferència pública que l'autor va fer el 6 de març del 1927 a la Batlia de Battersea (Londres), promocionada per la delegació del Sud de Londres de la Societat Nacional Secular. Es començà a distribuir aquest mateix any en forma de fullet, i es reedità més tard com a part del llibre Why I Am Not a Christian i altres assaigs sobre religió i temes relacionats.
| «                  | La religió es basa, principalment, al meu parer, en la por. És en part la por al que es desconeix, i en part, com ja he dit, el desig de sentir que es té un germà major que el defensarà en tots els problemes i disputes. La por és la base de tot: la por al misteri, la por a la derrota, la por a la mort. La por és el pare de la crueltat i, per tant, no és estrany que la crueltat i la religió vagen de la mà. […] Hem de mantenir-nos en peus i mirar el món a la cara: les coses bones, les coses roïnes, la bellesa i la lletjor; veure el món com és i no tenir-li pas por. Conquistar-lo amb la intel·ligència i no sols sotmetent-nos al terror que en flueix. Tota la nostra concepció de Déu és una concepció derivada de l'antic despotisme oriental. […] Un món bo necessita coneixement, bondat i valor; no necessita el pesarós anhel del passat, ni l'encadenament de la intel·ligència lliure amb les paraules proferides fa molt per persones ignorants. Necessita un criteri sense temor i una intel·ligència lliure. Necessita esperança en el futur, no mirar cap a un passat mort, que confiem que siga superat pel futur que la nostra intel·ligència pot crear. | » |
| — Bertrand Russell | |   |

## Continguts
Russell discuteix l'argument ontològic de l'existència de Déu («Saben, és clar, que l'Església catòlica ha declarat dogma que l'existència de Déu puga ser provada amb la raó sense ajut.») rebatent-ne els arguments esgrimits a favor:

L'argument cosmològic o de la causa primera:
| « | Aquest argument, supose, no té massa pes en l'actualitat, perquè, en primer lloc, la causa no es ja el que solia ser. […] Si tot ha de tenir una causa, llavors Déu ha de tenir una causa. Si pot haver-hi alguna cosa sense causa, igual pot ser el món que Déu, per tant no hi ha validesa en aqueix argument. | » |

L'argument de la llei natural: 
| « | La gent observà com els planetes giraven a l'entorn del Sol, d'acord amb la llei de la gravitació, i pensà que Déu havia manat a aquells planetes que es moguessen així i que ho feien per això. […] Si hi hagué cap raó per què Déu donàs aquelles lleis, llavors el mateix Déu estaria sotmés a la llei, i per tant no hi ha cap avantatge a presentar Déu com un mitjancer. Realment, hi ha una llei exterior i anterior als edictes divins i Déu no ens serveix pas perquè no és el darrer que dicta la llei. | » |

| « | Es diu que l'existència de Déu és necessària per a dur justícia al món. […] És un argument molt curiós. […] Diria: “En aquest món hi ha una gran quantitat d'injustícia i això és una raó per a suposar que la justícia no regeix el món, i això proporciona arguments morals contra la deïtat, no en favor seu.” | » |

Els arguments morals:L'argument teleològic: 
| « | Tot el món coneix l'argument del pla: tot el món és fet perquè hi poguem viure, i si el món variàs una mica, no hi podríem viure. […] A vegades pren una forma curiosa; per exemple, es digué que els conills tenen les cues blanques perquè se'ls puga disparar més fàcilment. És fàcil parodiar aquest argument. […] Quan s'examina l'argument del pla, resulta sorprenent que la gent puga creure que aquest món, amb totes les coses que conté, amb tots els defectes, siga la millor cosa que l'omnipotència i l'omnisciència han pogut produir en milions d'anys. […] ¿Creuen que, si tinguessen omnipotència i omnisciència i milions d'anys per a perfeccionar el món no produirien res millor que el Ku Klux Klan o els feixistes? | » |

L'argument del remei de la injustícia:
| « | Kant, como dije, inventó un nuevo argumento moral de la existencia de Dios que, bajo diversas formas, fue extremadamente popular durante el siglo XIX. Una de ellas consiste en afirmar que no habría bien ni mal si Dios no existiera. […] si se está plenamente convencido de que hay una diferencia entre el bien y el mal […] ¿esa diferencia se debe o no al mandato de Dios? […] Si uno está dispuesto a decir, como hacen los teólogos, que Dios es bueno, entonces tiene que decir que el bien y el mal deben tener un significado independiente del mandato de Dios, porque los mandatos de Dios son buenos y no malos independientemente del mero hecho de que Él los hiciera. […] Se puede, claro está, si se quiere, decir […] que, en realidad, el mundo que conocemos fue hecho por el demonio en un momento en que Dios no estaba mirando. | » |

Debat també alguns punts concrets de la teologia cristiana, i manifesta els defectes dels ensenyaments i de la moral de Jesucrist. Russell argumenta que el fet que Jesús cregués en l'infern i en el càstig etern és una cosa incompatible amb la suposada benevolència de Déu.Russell també expressa dubtes sobre l'existència de Jesús com a personatge històric, i qüestiona la moral de la religió:
| « | Afirme deliberadament que la religió cristiana, tal com està organitzada en esglésies, ha sigut, i és encara, la principal enemiga del progrés moral del món. | » |